# Piękne miasto
Piękne Miasto – irański film dramatyczny w reżyserii Asghara Farhadi, wyprodukowany przez studio Neshane.

## Opis fabuły
Akbar właśnie skończył osiemnaście lat. Dwa lata wcześniej został skazany na śmierć za morderstwo i od tamtego czasu przebywał w zakładzie. Teraz, kiedy już osiągnął pełnoletniość, zostaje przewieziony do więzienia i tam będzie oczekiwał na wykonanie wyroku: kary śmierci.

## Obsada
- Hossein Farzi-Zadeh – Akbar
- Babak Ansari – A’la
- Faramarz Gharibian
- Taraneh Alidoosti
- Ahu Kheradmand